# Liste der Stolpersteine im Kölner Stadtteil Deutz
Die Liste der Stolpersteine im Kölner Stadtteil Deutz führt die vom Künstler Gunter Demnig verlegten Stolpersteine im Kölner Stadtteil Deutz auf.
Die Liste der Stolpersteine beruht auf den Daten und Recherchen des NS-Dokumentationszentrums der Stadt Köln, zum Teil ergänzt um Informationen und Anmerkungen aus Wikipedia-Artikeln und externen Quellen. Ziel des Kunstprojektes ist es, biografische Details zu den Personen, die ihren (letzten) freiwillig gewählten Wohnsitz in Köln hatten, zu dokumentieren, um damit ihr Andenken zu bewahren.
Anmerkung: Vielfach ist es jedoch nicht mehr möglich, eine lückenlose Darstellung ihres Lebens und ihres Leidensweges nachzuvollziehen. Insbesondere die Umstände ihres Todes können vielfach nicht mehr recherchiert werden. Offizielle Todesfallanzeigen aus den Ghettos, Haft-, Krankenanstalten sowie den Konzentrationslagern können oft Angaben enthalten, die die wahren Umstände des Todes verschleiern, werden aber unter der Beachtung dieses Umstandes mitdokumentiert.
| Bild | Name sowie Details zur Inschrift | Adresse                                                                         | Zusätzliche Informationen |
| --- | --- | ------------------------------------------------------------------------------- | --- |
| Stolperstein für Theodor Babilon (Alarichstraße 28) | Hier wohnte Theodor Babilon (Jahrgang 1899) Ermordet am 11. Februar 1945 im KZ Buchenwald-Ohrdruf                                                                                                  | Alarichstr. 28 (Standort)                                                       | Der Stolperstein erinnert an Theodor Babilon, geboren am 26. Februar 1899 in Köln. Theodor Babilon war Geschäftsführer des Kölner Kolpinghauses. Das Kolpinghaus an der Breite Straße wurde zum Treffpunkt von gegen das NS-Regime eingestellten Katholiken, darunter Priester und Laien. Am 15. August 1944, nach dem Attentat vom 20. Juli 1944 auf Hitler verhaftete die Kölner Gestapo im Rahmen der „Aktion Gitter“ in der Kolpingzentrale mehrere führende Männer des Kolpingwerks, darunter auch Theodor Babilon. Er wurde im EL-DE-Haus verhört, dann in den Klingelpütz und das Gestapolager in Deutz verbracht. Von dort wurde er in das KZ Buchenwald deportiert. Aus dem Lager überstellte man ihn in das Zwangsarbeitslager Ohrdruf. Die Befreiung des Lagers am 5. April 1945 erlebte er nicht mehr: Er starb, verhungert und entkräftet, am 11. Februar 1945. Für Theodor Babilon wurde an seinem ehemaligen Wohnhaus (Breite Straße 118) ein weiterer Stolperstein verlegt. |
| Stolperstein für John Bliman (Reischplatz 3) | Hier wohnte John Bliman (Jahrgang 1884) Deportiert 1942 Theresienstadt ??? | Reischplatz 3 (Standort)                                                        | Der Stolperstein erinnert an John Bliman (Bliemann), geboren am 14. November 1884 in Chrzanów. Der Dolmetscher John Bliman (Bliemann) wurde am 5. September 1942 mit dem Transport III/3 von Köln ins Ghetto Theresienstadt deportiert. Hier verliert sich seine Spur. |
| der Stolperstein für Edith Cahn | Hier wohnte Edith Cahn, geb. Jonas (Jahrgang 1913) Flucht Holland interniert Westerbork deportiert 1942 Auschwitz befreit                                                                          | Kasemattenstraße 10 (Standort)                                                  | |
| der Stolperstein für Ludwig Cahn | Hier wohnte Ludwig Cahn (Jahrgang 1914) Flucht 1936 Holland interniert Westerbork deportiert 1942 Auschwitz Groß-Rosen Flucht 1945                                                                 | Kasemattenstraße 10 (Standort)                                                  | |
| Stolperstein für Josef Förster (Alarichstraße 81) | Hier wohnte Josef Förster Hingerichtet im Klingelpütz am 4. Januar 1943 | Alarichstr. 81 (Standort)                                                       | Der Stolperstein erinnert an Josef Förster, geboren am 2. September 1919 in Düren. Der Arbeiter Josef Förster (auch Joseph Förster) wurde als Homosexueller verfolgt. Am 4. Januar 1943 wurde er im Kölner Gefängnis Klingelpütz hingerichtet. Seine Grabstätte befindet sich auf dem Gräberfeld der Opfer von Krieg und Gewaltherrschaft des Kölner Westfriedhofs. |
| Stolperstein für Otto Gerig (Alarichstraße 41) | Hier wohnte Otto Gerig (Jahrgang 1885) Tod am 3. Oktober 1944 KZ Buchenwald | Alarichstr. 41 (Standort)                                                       | Der Stolperstein erinnert an Otto Gerig, geboren am 9. Juni 1885 in Rosenberg. Otto Gerig war ein Gewerkschafter und Zentrum-Politiker. Gerig war seit 1913 Mitglied der Zentrumspartei, war von 1921 bis 1924 Mitglied des Preußischen Landtags und gehörte von 1923 bis 1933 dem Reichstag an. Mit der Machtergreifung der Nationalsozialisten galt Gerig als politisch unzuverlässig und wurde von einer beruflichen Tätigkeit von allen Verbänden ausgeschlossen. Gerig der sich weigerte, eine Erklärung über einen politischen Sinneswandel abzugeben geriet bald in wirtschaftliche Notlage, fand aber 1937 eine Anstellung als Kaufmann bei den Kölner Ford-Werken. Bei der Aktion „Gitter“ wurde Gerig mit anderen ehemaligen Reichstagsabgeordneten und Politikern demokratischer Parteien (u. a. Konrad Adenauer) verhaftet. Er wurde am 23. August 1944 inhaftiert, einen Tag später in das Kölner Gestapo-Gefängnis EL-DE-Haus eingeliefert und von dort als Schutzhäftling in das Arbeitserziehungslager in den Messehallen in Köln-Deutz überführt. Am 16. September 1944 wurde Gerig ins KZ Buchenwald überführt. Dort verstarb er am 3. Oktober 1944. Seine KZ-Nummer lautete 81614. |
| Stolperstein für Max Graumann (Schaurtestraße 1) | Hier lernte Max Graumann (Jahrgang 1899) Deportiert 1941 Łódź / Litzmannstadt Ermordet Mai 1942 Chelmno / Kulmhof                                                                                  | Schaurtestr. 1 (Verlegestelle: vor Deutzer Gymnasium Schaurtestraße) (Standort) | Der am 18. März 2019 verlegte Stolperstein erinnert an Max Graumann, geboren am 1. Juli 1899 in Köln. Max Graumann war der Sohn des Kaufmanns Ferdinand Graumann und seiner Frau Lina (geb. Oppenheimer). Die Familie wohnte in der Pantaleonstraße 21. Max Graumann besuchte, wie sein Bruder Fritz, von 1909 bis 1915 das Städtische Realgymnasium Köln-Deutz. Am 24. April 1915 verließ er die Schule ohne versetzt zu werden. Verheiratet war er mit Alice, geb. Levi (geb. 19. Mai 1903). Am 22. Oktober 1941 wurde er mit dem ersten Kölner Transport (Transport Nr. 8) in das Ghetto Litzmannstadt (Łódź) deportiert. Im Mai 1942 wurde er in das Vernichtungslager Kulmhof verbracht, dort verliert sich seine Spur... Die Stolpersteinverlegung ist eine Initiative von Schülerinnen und Schülern des Deutzer Gymnasiums Schaurtestraße. |
| Stolperstein für Paula Grünberg (Reischplatz 1) | Hier wohnte Paula Grünberg, geb. Baum (Jahrgang 1879) Deportiert 1941 Łódź Verschollen | Reischplatz 1 (Standort)                                                        | Der Stolperstein erinnert an Paula Grünberg (geb. Baum), geboren am 25. Juli 1879 in Rheine. Die Verkäuferin Paula Grünberg war mit Sally Grünberg verheiratet und wurde am 22. Oktober 1941 mit dem ersten Kölner Transport (Transport Nr. 8) in das Ghetto Litzmannstadt (Łódź) deportiert. Im September 1942 wurde sie in das Vernichtungslager Kulmhof verbracht, dort verliert sich ihre Spur. |
| Stolperstein für Sally Grünberg (Reischplatz 1) | Hier wohnte Sally Grünberg (Jahrgang 1878) Deportiert 1941 Łódź Tot am 29. August 1942 | Reischplatz 1 (Standort)                                                        | Der Stolperstein erinnert an Sally Grünberg, geboren am 22. Januar 1878 in Wetter. Der Kaufmann Sally Grünberg war der Sohn der Eheleute Jakob und Rieka Grünberg (geb. Hirsch) und war mit Paula Grünberg (geb. Baum) verheiratet. Sally Grünberg wurde am 22. Oktober 1941 mit dem ersten Kölner Transport (Transport Nr. 8) in das Ghetto Litzmannstadt (Łódź) deportiert, dort starb er am 18. August 1942. |
| Stolperstein für Moritz Harf (Schaurtestraße 1) | Hier lernte Moritz Harf (Jahrgang 1908) Deportiert 1941 Łódź / Litzmannstadt Ermordet Mai 1942 Chelmno / Kulmhof                                                                                   | Schaurtestr. 1 (Verlegestelle: vor Deutzer Gymnasium Schaurtestraße) (Standort) | Der am 18. März 2019 verlegte Stolperstein erinnert an Moritz Harf, geboren am 21. März 1908 in Köln. Moritz Harf war der Sohn des Postschaffners Josef Harf und seiner Frau Eleonore. Die Familie wohnte in der Vohwinkler Straße 1. Moritz Harf besuchte von 1922 bis 1925 das Städtische Realgymnasium Köln-Deutz. 1932 heiratete er Johanna Fröhlich (geb. 19. Oktober 1909). Ihr gemeinsamer Sohn Manfred wurde am 1. Mai 1934 geboren. Sie wohnten in der Stolzestraße 14. Am 30. Oktober 1941 wurden sie mit dem 16. Transport in das Ghetto Litzmannstadt (Łódź) deportiert. In der Transportliste wurde für Moritz Harf der Beruf „Maurer“ eingetragen. Im Mai 1942 wurde er in das Vernichtungslager Kulmhof verbracht, dort verliert sich seine Spur... Die Stolpersteinverlegung ist eine Initiative von Schülerinnen und Schülern des Deutzer Gymnasiums Schaurtestraße. |
| Stolperstein für Clara Hartog (Graf-Geßler-Straße 2) | Hier wohnte Clara Hartog, geb. Salmang Flucht 1938 England Überlebt | Graf-Geßler-Str. 2 (Standort)                                                   | Der Stolperstein erinnert an Clara Hartog (geb. Salmang), geboren am 12. Juli 1865 in Eilendorf bei Aachen. Clara Hartog war mit Carl Hartog aus Haaren bei Aachen verheiratet, der bereits 1911 in Köln starb. Das Ehepaar hatte zwei Kinder: Henriette Hartog (1892–1940) und Otto Hartog (1894–1982). Nach dem Tod ihres Mannes führte Clara Hartog die Kleiderwarenhandlung ihres Mannes auf der Kalker Hauptstraße weiter. Während ihre Tochter Henriette Hartog, verheiratete Simon 1940 in Köln starb, flüchtete zunächst ihr Sohn Otto Hartog, der als promovierter Augenarzt in Köln tätig war nach der Machtergreifung der Nationalsozialisten nach London. Clara Hartog wohnte von 1935 bis 1937 im jüdischen Altenheim Salierring 48. In den letzten Monaten vor ihrer Flucht 1938 nach England lebte sie in der Maastrichter Str. 49. Clara Hartog starb in London. |
| Stolperstein für Paul Heising (Wahner Straße 6) | Hier wohnte Paul Heising (Jahrgang 1905) Verhaftet 31. Juli 1938 Angeklagt § 175 Gefängnis Klingelpütz Erhängt in der Zelle aufgefunden 8. August 1938                                             | Wahner Str. 6 (früher Wahner Str. 12) (Standort)                                | Der am 26. September 2019 verlegte Stolperstein erinnert an Paul Heising, geboren am 21. Oktober 1905 in Köln. Der Schreiner Paul Heising wurde am 31. Juli 1938, wegen homosexueller Handlungen, vorläufig festgenommen. Am 13. August wurde Haftbefehl wegen „widernatürlicher Unzucht und Unzucht in 45 Fällen“ erlassen, am gleichen Tag wurde er in das Gefängnis Klingelpütz überstellt. Paul Heising wurde am Morgen des 16. August 1938, mit einem Halstuch am Bett, erhängt in seiner Zelle aufgefunden. Der Stolperstein wurde gestiftet vom Völklinger Kreis, Regionalgruppe Köln. |
| der Stolperstein für Erich Jonas | Hier wohnte Erich Jonas (Jahrgang 1915) Flucht Holland interniert Westerbork befreit | Kasemattenstraße 10 (Standort)                                                  | |
| der Stolperstein für Martha Jonas | Hier wohnte Martha Jonas, geb. Simons (Jahrgang 1920) Flucht Holland interniert Westerbork befreit                                                                                                 | Kasemattenstraße 10 (Standort)                                                  | |
| der Stolperstein für Paul Jonas | Hier wohnte Paul Jonas (Jahrgang 1889) Flucht Holland interniert Westerbork deportiert 1944 Theresienstadt ermordet 1944 Auschwitz                                                                 | Kasemattenstraße 10 (Standort)                                                  | |
| der Stolperstein für Rosa Jonas | Hier wohnte Rosa Jonas, geb. Isaac (Jahrgang 1891) Flucht Holland interniert Westerbork deportiert 1944 Theresienstadt ermordet 1944 Auschwitz                                                     | Kasemattenstraße 10 (Standort)                                                  | |
| Stolperstein für Manfred Joseph (Schaurtestraße 1) | Hier lernte Manfred Joseph (Jahrgang 1899) Verzogen Berlin Deportiert 1943 Auschwitz Ermordet April 1943 Majdanek                                                                                  | Schaurtestr. 1 (Verlegestelle: vor Deutzer Gymnasium Schaurtestraße) (Standort) | Der am 18. März 2019 verlegte Stolperstein erinnert an Manfred Joseph, geboren am 10. November 1899 in Köln. Manfred Joseph war der Sohn des Kaufmanns Alfred Joseph. Die Familie wohnte am Ubierring 51/53. Manfred Joseph besuchte von 1912 bis 1916 das Städtische Realgymnasium Köln-Deutz. Am 7. April 1916 erhielt er die Obersekundareife. Gemeinsam mit seiner Frau Ruth lebte er in der Knesebeckstraße 77 im Berliner Bezirk Charlottenburg-Wilmersdorf. Am 19. April 1943 wurden sie mit dem 37. Osttransport nach Auschwitz deportiert. Manfred Joseph starb im April 1943 im Vernichtungslager Majdanek. Die Stolpersteinverlegung ist eine Initiative von Schülerinnen und Schülern des Deutzer Gymnasiums Schaurtestraße. |
| Stolperstein für Sieghart Lazarus (Graf-Geßler-Straße 12) | Hier wohnte Sieghart Lazarus (Jahrgang 1873) Deportiert 1942 Theresienstadt Für tot erklärt | Graf-Geßler-Str. 12 (Standort)                                                  | Der Stolperstein erinnert an Sieghart Lazarus, geboren am 19. Juni 1873 in Duisburg. Der Kaufmann Sieghart Lazarus war der Sohn der Eheleute Rafael und Beti Lazarus (geb. Leseritz). Sieghart Lazarus wurde im Sammellager Fort V in Müngersdorf inhaftiert und am 15. Juni 1942 mit dem Transport III/1 von Köln in das Ghetto Theresienstadt deportiert, dort starb er am 24. Juli 1942. |
| Stolperstein für Walter Linz (Schaurtestraße 1) | Hier lernte Walter Linz (Jahrgang 1899) Deportiert 1942 Maly Trostinec Ermordet 24. Juli 1942 | Schaurtestr. 1 (Verlegestelle: vor Deutzer Gymnasium Schaurtestraße) (Standort) | Der am 18. März 2019 verlegte Stolperstein erinnert an Walter Linz, geboren am 16. April 1899 in Duisburg. Walter Linz war der Sohn von Eduard Linz und seiner Frau Toni (geb. Behrens). Die Familie wohnte in Köln-Kalk. Walter Linz besuchte von 1914 bis 1917 das Städtische Realgymnasium Köln-Deutz und erlangte dort das Abitur. Am 20. Juli 1942 wurde er mit dem Sonderzug DA 219, von Köln-Deutz aus, nach Minsk deportiert. Unmittelbar nach Ankunft am 24. Juli 1942 wurden alle Deportierten des Sonderzuges im Wald von Blagowschtschina (Vernichtungslager Maly Trostinez) erschossen. Seine Schwester Edith überlebte den Holocaust. Die Stolpersteinverlegung ist eine Initiative von Schülerinnen und Schülern des Deutzer Gymnasiums Schaurtestraße. |
| Stolperstein für Frida Markuse (Helenenwallstraße 1) | Hier wohnte Frida Markuse geb. Sklarek (Jahrgang 1894 ) Flucht 1940 Belgien Versteckt gelebt Befreit/überlebt                                                                                      | Helenenwallstr. 1 (Standort)                                                    | Der am 11. März 2015 verlegte Stolperstein erinnert an Frida Markuse (geb. Sklarek), geboren 1894. Frida Markuse war die Ehefrau des Seifenhändlers Joseph Markuse. Gemeinsam mit ihren beiden Kindern Herbert und Inge wohnten sie seit 1932 in der Helenenwallstraße in Köln-Deutz. Nach den Novemberpogromen 1938 entschlossen sie sich ihren Sohn Herbert nach Palästina zu schicken und mit ihrer Tochter nach Belgien zu flüchten. Nach der deutschen Invasion Belgiens wurde ihr Ehemann als Zwangsarbeiter im Straßenbau eingesetzt. Joseph Markuse starb im März 1942. Frida und ihre Tochter tauchten daraufhin unter, während ihre Tochter entdeckt, verhaftet und in Auschwitz ermordet wurde überlebte Frida Markuse die Verfolgung. 1950 emigrierte sie nach Israel und lebte dort bis zu ihrem Tod 1978 bei ihrem Sohn Herbert und dessen Familie. Der Stolperstein wurde am 11. März 2015 im Beisein von aus Israel angereisten Angehörigen der Familie Markuse verlegt. |
| Stolperstein für Herbert Markuse (Helenenwallstraße 1) | Hier wohnte Herbert Markuse (Jahrgang 1923) Flucht 1939 Palästina | Helenenwallstr. 1 (Standort)                                                    | Der am 11. März 2015 verlegte Stolperstein erinnert an Herbert Markuse, geboren 1923 in Duisburg. Herbert Markuse war der Sohn der Eheleute Joseph und Frida Markuse. Als Schüler des Kölner jüdischen Gymnasiums Jawne konnte, Herbert Markuse 1939, als Mitglied einer jüdischen Jugendorganisation, nach Palästina emigrieren. Er schloss sich 1942 den britischen Truppen an, die im Afrikafeldzug gegen die deutsche Wehrmacht kämpften. Herbert Markuse lebte bis zu seinem Tod 1990 in Israel. Der Stolperstein wurde am 11. März 2015 im Beisein von aus Israel angereisten Angehörigen der Familie Markuse verlegt. |
| Stolperstein für Inge Markuse (Helenenwallstraße 1) | Hier wohnte Inge Markuse (Jahrgang 1926) Flucht 1940 Belgien Interniert Mechelen Deportiert 1942 Ermordet in Auschwitz                                                                             | Helenenwallstr. 1 (Standort)                                                    | Der 2015 verlegte Stolperstein erinnert an Inge Markuse, geboren am 23. August 1925 (oder 1926) in Duisburg. Die „staatenlose“ „Schneiderin“ Inge Markuse war die Tochter der Eheleute Joseph und Frida Markuse. Gemeinsam mit ihren Eltern flüchtete sie 1939/1940 nach Brüssel. Nach der Verhaftung ihres Vaters tauchte sie unter und wurde schließlich im SS-Sammellager Mechelen (Belgien) inhaftiert. Am 8. September 1942 wurde sie mit dem Transport VIII (Deportationsnummer 679) in das Vernichtungslager Auschwitz-Birkenau deportiert. Dort verliert sich ihre Spur. Der Stolperstein wurde am 11. März 2015 im Beisein von aus Israel angereisten Angehörigen der Familie Markuse verlegt. |
| Stolperstein für Joseph Markuse (Helenenwallstraße 1) | Hier wohnte Joseph Markuse (Jahrgang 1890 ) Flucht 1940 Belgien Zwangsarbeit Tot am 18. März 1942 Brüssel                                                                                          | Helenenwallstr. 1 (Standort)                                                    | Der am 11. März 2015 verlegte Stolperstein erinnert an Joseph Markuse, geboren 1890. Der Seifenhändler Joseph Markuse und seine Ehefrau Frida wohnten gemeinsam mit ihren beiden Kindern Herbert und Inge seit 1932 in der Helenenwallstraße in Köln-Deutz. Nach den Novemberpogromen 1938 entschlossen sie sich ihren Sohn Herbert nach Palästina zu schicken und mit ihrer Tochter nach Belgien zu flüchten. Nach der deutschen Invasion Belgiens wurde Joseph Markuse als Zwangsarbeiter im Straßenbau eingesetzt. Joseph Markuse starb im März 1942. Der Stolperstein wurde am 11. März 2015 im Beisein von aus Israel angereisten Angehörigen der Familie Markuse verlegt. |
| Bild gesucht Die Wikipedia wünscht sich an dieser Stelle ein Bild vom hier behandelten Ort. Weitere Infos zum Motiv findest du vielleicht auf der Diskussionsseite . Falls du dabei helfen möchtest, erklärt die Anleitung , wie das geht. BW | Hier lernte Erich Marx (Jahrgang 1904) Deportiert 1941 Łódź / Litzmannstadt Weitere Lager KZ Befreit                                                                                               | Schaurtestr. 1 (Verlegestelle: vor Deutzer Gymnasium Schaurtestraße) (Standort) | Der Stolperstein erinnert an Erich Marx, geboren am 14. April 1904 in Köln geboren. Er lebte in der Düppelstraße 9 in Deutz. Sein Vater Sally Marx war Kaufmann. Er war von 1913 (Sexta) bis 1920 Schüler auf dem Realgymnasium Köln-Deutz. Am 2. Apriel 1919 erhielt er das Zeugnis der Mittleren Reife. Er verließ die Schule, um Kaufmann zu werden. Erich Marx wurde am 30. Oktober 1941 von Köln ins Ghetto Litzmannstadt deportiert. Er überlebte die Verfolgung und starb 1972 in Schwalmstadt. Der Stolperstein wurde am 16. Juni 2025 verlegt. |
| Stolperstein für Hans Marx (Schaurtestraße 1) | Hier lernte Hans Marx (Jahrgang 1903) Deportiert 1941 Łódź / Litzmannstadt Ermordet Mai 1942 Chelmno / Kulmhof                                                                                     | Schaurtestr. 1 (Verlegestelle: vor Deutzer Gymnasium Schaurtestraße) (Standort) | Der am 18. März 2019 verlegte Stolperstein erinnert an Hans Marx, geboren am 10. August 1903 in Köln. Hans Marx war der Sohn des Friedhofgärtners Max Marx und seiner Frau Sara (geb. Löwenbach). Die Familie wohnte in der Tempelstraße 17. Hans Marx besuchte von 1914 bis 1919 das Städtische Realgymnasium Köln-Deutz. Am 26. Juni 1933 emigrierte er nach Belgien und am 2. Oktober 1933 nach Frankreich. Hans Marx wurde, gemeinsam mit seiner Frau Else (geb. Schlesinger), am 30. Oktober 1941 aus dem „Ghettohaus“ Wilhelmstraße 55 mit dem 16. Transport in das Ghetto Litzmannstadt (Łódź) deportiert. In der Transportliste wurde für Hans Marx der Beruf „Friedhofswächter“ eingetragen. Am 11. Mai 1942 wurde er in das Vernichtungslager Kulmhof verbracht, dort verliert sich seine Spur... Die Stolpersteinverlegung ist eine Initiative von Schülerinnen und Schülern des Deutzer Gymnasiums Schaurtestraße. Für Hans Marx und seine Frau wurden weitere Stolpersteine vor dem ehemaligen „Ghettohaus“ Wilhelmstraße 55 in Nippes verlegt. |
| Stolperstein für Jakob Albert Mendel (Schaurtestraße 1) | Hier lernte Jakob Albert Mendel (Jahrgang 1907) Deportiert 1943 Auschwitz Ermordet 12. Februar 1942                                                                                                | Schaurtestr. 1 (Verlegestelle: vor Deutzer Gymnasium Schaurtestraße) (Standort) | Der am 18. März 2019 verlegte Stolperstein erinnert an Jakob Albert Mendel, geboren am 31. Dezember 1907 in Köln. Jakob Albert Mendel war der Sohn des Mineralwasserfabrikanten Julius Mendel und seiner Frau Elise. Die Familie wohnte in der Bertramstraße 18. Jakob Albert Mendel besuchte im Schuljahr 1918/19 das Städtische Realgymnasium Köln-Deutz. Im Abschlusszeugnis der 6. Klasse (Sexta) vom 23. April 1919 wurde vermerkt, dass er in die Volksschule zurückkehrt. Nach seiner Schulausbildung wurde er Kaufmann und lebte mit seiner Frau Fanny (geb. Lohn) in Troisdorf. 1942 war er als Krankenpfleger am Jüdischen Krankenhaus Ottostraße tätig und später an der Krankenstation im Sammellager Fort V Müngersdorf. Von hier aus wurde Jakob Albert Mendel gemeinsam mit seiner Ehefrau am 15. Januar 1943 zunächst nach Berlin und von dort aus, am 29. Januar 1943, mit dem 27. Osttransport nach Auschwitz deportiert, wo er am 12. Februar 1943 starb. In der Transportliste wurde Jakob Albert Mendel als „verheiratet“ und „arbeitsfähig“ mit der Adresse „Köln-Müngersdorf Fort V“ eingetragen. Seine Kennkarten-Nr. lautete J 03697. Die Stolpersteinverlegung ist eine Initiative von Schülerinnen und Schülern des Deutzer Gymnasiums Schaurtestraße. Für Jakob Albert Mendel und seine Frau wurden weitere Stolpersteine vor dem ehemaligen Wohnhaus Aachener Straße 67 verlegt. |
| Stolperstein für Hermann Osser (Schaurtestraße 1) | Hier lernte Hermann Osser (Jahrgang 1900) Deportiert 1941 Łódź / Litzmannstadt Ermordet Mai 1942 Chelmno / Kulmhof                                                                                 | Schaurtestr. 1 (Verlegestelle: vor Deutzer Gymnasium Schaurtestraße) (Standort) | Der am 18. März 2019 verlegte Stolperstein erinnert an Hermann Osser, geboren am 22. Februar 1900 in Köln. Hermann Osser war der Sohn des Kaufmanns David Osser und seiner Frau Goldine (geb. Gans). Die Familie wohnte am Heumarkt 40. Hermann Osser besuchte von 1910 bis 1914 das Städtische Realgymnasium Köln-Deutz. Am 3. April 1914 verließ er die Schule. Verheiratet war er mit Ilse, geb. Eichenwald (geb. 7. Juni 1906). Gemeinsam hatten sie einen Sohn, Hans (geb. 3. Juli 1927). Am 22. Oktober 1941 wurde die Familie mit dem ersten Kölner Transport (Transport Nr. 8) in das Ghetto Litzmannstadt (Łódź) deportiert. In der Transportliste wurde als Beruf für Hermann Osser „Kammerjäger“ eingetragen. Im Mai 1942 wurden die Familie in das Vernichtungslager Kulmhof verbracht, dort verliert sich ihre Spur... Die Stolpersteinverlegung ist eine Initiative von Schülerinnen und Schülern des Deutzer Gymnasiums Schaurtestraße. Für Hermann Osser und seine Familie wurden weitere Stolpersteine vor dem ehemaligen Wohnhaus Marsilstein 5 verlegt. |
| Stolperstein für Friedrich Wilhelm Rosenthal (Schaurtestraße 1) | Hier lernte Friedrich Wilhelm Rosenthal (Jahrgang 1921) Deportiert 1941 Łódź / Litzmannstadt Ermordet                                                                                              | Schaurtestr. 1 (Verlegestelle: vor Deutzer Gymnasium Schaurtestraße) (Standort) | Der am 18. März 2019 verlegte Stolperstein erinnert an Friedrich Wilhelm Rosenthal, geboren am 30. Mai 1921 in Hannover. Friedrich Wilhelm Rosenthal war der Sohn der Ingenieurs Leo Rosenthal und seiner Frau Helene (geb. Cahn). Die Familie wohnte in Dellbrück, Auf der Jüchen 1. Friedrich Wilhelm Rosenthal besuchte von 1931 bis 1933 das Städtische Realgymnasium Köln-Deutz. 1933 wechselte er auf eine jüdische Schule. Am 22. Oktober 1941 wurde er mit dem ersten Kölner Transport (Transport Nr. 8) in das Ghetto Litzmannstadt (Łódź) deportiert. In der Transportliste wurde als Beruf für Friedrich Rosenthal „Kaufmann“ eingetragen. Am 7. November 1941 wurde er zur Arbeit außerhalb des Ghettos eingeteilt, dort verliert sich seine Spur... Die Stolpersteinverlegung ist eine Initiative von Schülerinnen und Schülern des Deutzer Gymnasiums Schaurtestraße. |
| Stolperstein für Rosa Rosen (Grabengasse 3) | Hier wohnte Rosa Rosen (Jahrgang 1900) Deportiert Auschwitz Verschollen | Grabengasse 3 (Standort)                                                        | Der Stolperstein erinnert an Rosa Miedzinski (geb. Rosen), geboren am 18. Oktober 1900 in Köln. Rosa Miedzinski flüchtete nach der Machtergreifung der Nationalsozialisten nach Belgien und wurde am 10. Oktober 1942 mit einem Transport von der Kaserne Dossin (Transportnummer 252) in das Vernichtungslager Auschwitz deportiert, dort verliert sich ihre Spur. |
| Stolperstein für Adolf Salomon (Schaurtestraße 1) | Hier lernte Adolf Salomon (Jahrgang 1901) Deportiert 1942 Theresienstadt 1944 Auschwitz Ermordet                                                                                                   | Schaurtestr. 1 (Verlegestelle: vor Deutzer Gymnasium Schaurtestraße) (Standort) | Der am 18. März 2019 verlegte Stolperstein erinnert an Adolf Salomon, geboren am 30. Mai 1901 in Sürth. Adolf Salomon war der Sohn von Salomon Salomon. Die Familie wohnte in der Sürther Hauptstraße 30. Adolf Salomon besuchte das Gymnasium Kreuzgasse und von 1919 bis 1921 das Städtische Realgymnasium Köln-Deutz, wo er 1921 sein Abitur erlangte. Er wurde Regierungsrat und war von 1937 bis 1942 im Hilfsverein der deutschen Juden tätig. Am 8. Dezember 1941 heiratete er Irma Sternberg (geb. 20. Juni 1918). Die Familie musste in ein kleineres „Ghettohaus“ in Rodenkirchen umziehen. Am 27. Juli 1942 wurde die Familie von dort abgeholt. Vater Salomon Salomon wurde über das Messelager Köln-Deutz in das Ghetto Theresienstadt und am 19. September 1942 in das Vernichtungslager Treblinka verbracht, wo er wenig später starb. die Eheleute Adolf und Irma Salomon wurden zunächst in das „Ghettohaus“ Utrechter Straße 6 eingewiesen und von dort aus am 26. September 1942 mit dem 6. Kölner Transport (III/6) in das Ghetto Theresienstadt deportiert. Am 28. September 1944 wurden sie in das Vernichtungslager Auschwitz verschleppt, dort verliert sich die Spur von Adolf Salomon... Irma Salomon überlebte den Holocaust. Die Stolpersteinverlegung ist eine Initiative von Schülerinnen und Schülern des Deutzer Gymnasiums Schaurtestraße. Für Adolf Salomon und seine Frau Irma wurden weitere Stolpersteine vor dem ehemaligen Wohnhaus Sürther Hauptstraße 74 verlegt. |
| Stolperstein für Rudolf Salomon (Schaurtestraße 1) | Hier lernte Rudolf Salomon (Jahrgang 1903) Deportiert Auschwitz Ermordet 23. Januar 1943 | Schaurtestr. 1 (Verlegestelle: vor Deutzer Gymnasium Schaurtestraße) (Standort) | Der am 18. März 2019 verlegte Stolperstein erinnert an Rudolf Salomon, geboren am 5. Juni 1903 in Köln. Rudolf Salomon war der Sohn von Josef Salomon und seiner Frau Bertha (geb. Moses). Die Familie wohnte in der Mathildenstraße 2. Rudolf Salomon besuchte von 1913 bis 1917 das Städtische Realgymnasium Köln-Deutz. Rudolf Salomon starb am 23. Januar 1943 im Vernichtungslager Auschwitz. Die Stolpersteinverlegung ist eine Initiative von Schülerinnen und Schülern des Deutzer Gymnasiums Schaurtestraße. |
| Stolperstein für Leo Schneider (Lorenzstraße 6) | Hier wohnte Leo Schneider (Jahrgang 1900) Verhaftet 1943 'Wehrkraftzersetzung' Mehrere Gefängnisse Verurteilt 10. Mai 1944 Volksgerichtshof Berlin Hingerichtet 14. August 1944 Brandenburg-Görden | Lorenzstr. 6 (Standort)                                                         | Der am 23. November 2017 verlegte Stolperstein erinnert an Leo Schneider, geboren am 9. Februar 1900 in Köln. Leo Schneider wird 1943 vorgeworfen, sich im Wartheland „schwer defaitistisch geäußert zu haben“. Leo Schneider wird am 10. Mai 1944 vom Volksgerichtshof Berlin nach der Kriegssonderstrafrechtsverordnung wegen Wehrkraftzersetzung zum Tode verurteilt. Am 14. August 1944 wird Leo Schneider im Zuchthaus Brandenburg-Görden hingerichtet. |
| Stolperstein für Arnold Schnog (Lorenzstraße 5) | Hier wohnte und arbeitete Arnold Schnog (Jahrgang 1871) Flucht Holland Tot 28. Mai 1943 Amsterdam                                                                                                  | Lorenzstr. 5 (Standort)                                                         | Der am 11. September 2018 verlegte Stolperstein erinnert an Arnold Schnog, geboren am 6. April 1871 in Bergheim. Der Schneidermeister Arnold Schnog war mit Friederika Salomon verheiratet. Mit der gemeinsamen Tochter Selma emigrierten sie Ende der 1930er Jahre in die Kinderdijkstraat 54 I nach Amsterdam. Dort starb Arnold Schnog am 28. Mai 1943 an einem Herzinfarkt. Sohn Ludwig (geb. 18. April 1903) gelang es 1940 mit seiner Frau und den gemeinsamen Kindern in die USA zu emigrieren. Den Stolperstein stiftete das ehemalige Kollegium der im Sommer 2018 aufgelösten Marie-Curie-Realschule Bergisch Gladbach. |
| Stolperstein für Friederika Schnog (Lorenzstraße 5) | Hier wohnte Friederika Schnog, (geb. Salomon) (Jahrgang 1866) Flucht Holland Interniert Westerbork Deportiert 1943 Sobibor Ermordet 28. Mai 1943                                                   | Lorenzstr. 5 (Standort)                                                         | Der am 11. September 2018 verlegte Stolperstein erinnert an Friederika Schnog (geb. Salomon), geboren am 17. Juli 1866 in Deutz. Friederika Salomon war mit dem Schneidermeister Arnold Schnog verheiratet. Mit der gemeinsamen Tochter Selma emigrierten sie Ende der 1930er Jahre in die Kinderdijkstraat 54 I nach Amsterdam. Friederika Schnog wurde im Sammellager Westerbork inhaftiert und am 25. Mai 1943 in das Vernichtungslager Sobibor deportiert. Dort starb sie am 28. Mai 1943. Sohn Ludwig (geb. 18. April 1903) gelang es 1940 mit seiner Frau und den gemeinsamen Kindern in die USA zu emigrieren. Den Stolperstein stiftete eine Kölner Bürgerin. |
| Stolperstein für Selma Schnog (Lorenzstraße 5) | Hier wohnte Selma Schnog (Jahrgang 1897) Deportiert Sobibor Für tot erklärt | Lorenzstr. 5 (Standort)                                                         | Der Stolperstein erinnert an Selma Schnog, geboren am 7. April 1897 in Deutz. Die alleinstehende Handelsvertreterin Selma Schnog war die Tochter der Eheleute Arnold und Friederike Schnog (geb. Salomon). Sie emigrierte Ende der 1930er Jahre mit ihren Eltern in die Kinderdijkstraat 54 I nach Amsterdam und wurde später im Sammellager Westerbork inhaftiert. Am 1. Juni 1943 wurde sie ins Vernichtungslager Sobibor deportiert. Dort starb sie am 4. Juni 1943. Ihre Eltern wurden ebenfalls Opfer des Holocaust, lediglich ihr Bruder Ludwig überlebte mit seiner Familie in den USA. |
| Stolperstein für Josef Schwarz (Schaurtestraße 1) | Hier lernte Josef Schwarz (Jahrgang 1900) 'Schutzhaft' 1938 Sachsenhausen Flucht 1939 Belgien Interniert Drancy Deportiert 1943 Majdanek Ermordet                                                  | Schaurtestr. 1 (Verlegestelle: vor Deutzer Gymnasium Schaurtestraße) (Standort) | Der am 18. März 2019 verlegte Stolperstein erinnert an Josef Schwarz, geboren am 11. Juni 1900 in Köln. Josef Schwarz war der Sohn von Philipp Schwarz und seiner Frau Therese (geb. Seckback). Die Familie wohnte um 1910 in der Trierer Straße 11 und später in der Severinstraße 152. Rudolf Salomon besuchte, wie sein Bruder Ludwig, von 1911 bis 1917 das Städtische Realgymnasium Köln-Deutz, wo er am 27. September 1917 die Obersekundareife erhielt. Am 30. September 1917 verließ er die Schule als Einjährig-Freiwilliger beim Heer im 1. Weltkrieg. Vom 21. Juni 1938 bis 30. März 1939 war Josef Schwarz im KZ Sachsenhausen in „Schutzhaft“. 1939 konnte er nach Belgien und später nach Frankreich emigrieren. Am 4. März 1943 wurde er vom Sammellager Drancy mit dem Transport 50 in das Vernichtungslager Majdanek deportiert. Dort verliert sich seine Spur... Die Stolpersteinverlegung ist eine Initiative von Schülerinnen und Schülern des Deutzer Gymnasiums Schaurtestraße. |
| Stolperstein für Ludwig Schwarz (Schaurtestraße 1) | Hier lernte Ludwig Schwarz (Jahrgang 1901) Flucht Holland Interniert Westerbork Deportiert 1943 Auschwitz Ermordet 5. Februar 1942                                                                 | Schaurtestr. 1 (Verlegestelle: vor Deutzer Gymnasium Schaurtestraße) (Standort) | Der am 18. März 2019 verlegte Stolperstein erinnert an Ludwig Schwarz, geboren am 5. Juni 1901 in Köln. Ludwig Schwarz war der Sohn von Philipp Schwarz und seiner Frau Therese (geb. Seckback). Die Familie wohnte um 1910 in der Trierer Straße 11 und später in der Severinstraße 152. Ludwig Salomon besuchte, wie sein Bruder Rudolf, von 1910 bis 1916 das Städtische Realgymnasium Köln-Deutz. Der Kaufmann Ludwig Schwarz war mit Frieda Küppers (geb. 13. November 1899) verheiratet, gemeinsam hatten sie einen Sohn, Philip Karl (geb. 8. Januar 1937). Die Familie emigrierte am 10. Januar 1938 nach Enschede in die Niederlande. Nach dem Einmarsch der deutschen Truppen wurde die Familie im Durchgangslager Westerbork interniert und am 2. Februar 1943 in das Vernichtungslager Auschwitz deportiert. Dort starben sie am 5. Februar 1943. Die Stolpersteinverlegung ist eine Initiative von Schülerinnen und Schülern des Deutzer Gymnasiums Schaurtestraße. |
| Stolperstein für Hermann Simons (Schaurtestraße 1) | Hier lernte Dr. Hermann Simons (Jahrgang 1913) Flucht 1935 Belgien Frankreich Interniert Drancy Deportiert 1942 Auschwitz Ermordet                                                                 | Schaurtestr. 1 (Verlegestelle: vor Deutzer Gymnasium Schaurtestraße) (Standort) | Der am 18. März 2019 verlegte Stolperstein erinnert an Dr. Hermann Simons, geboren am 22. August 1913 in Köln. Hermann Simons war der Sohn des Rabbiners Julius Simons und seiner Frau Veronika (geb. Mohl). Die Familie wohnte am Reichplatz 6. Hermann Simons besuchte von 1924 bis 1927 das Städtische Realgymnasium Köln-Deutz und erlangte dort 1932 sein Abitur. Hermann Simons wurde Arzt und war mit Miriam Maroko verheiratet. Sie emigrierten nach Frankreich. Nach dem Einmarsch der deutschen Truppen wurde Hermann Simons im Sammellager Drancy interniert und am 31. August 1942 mit dem Transport 26 in das Vernichtungslager Auschwitz deportiert. Dort verliert sich seine Spur... Die Stolpersteinverlegung ist eine Initiative von Schülerinnen und Schülern des Deutzer Gymnasiums Schaurtestraße. |
| Stolperstein für Julius Simons (Reischplatz 6) | Hier wohnte Dr. Julius Simons (Jahrgang 1887) Tod in Auschwitz | Reischplatz 6 (Standort)                                                        | Der Stolperstein erinnert an Dr. Julius Simons, geboren am 26. Juli 1887 in Rheydt. Er war der letzte amtierende Rabbiner in Deutz. Nach seiner Volksschulzeit besuchte Julius Simons die Präparandenanstalt in Höchberg (Sonnemannstraße 15) und legte dort die Examen als Volksschul- und Religionslehrer ab. Am 1. April 1908 wurde er zum jüdischen Religionslehrer der selbstständigen Jüdischen Gemeinde Deutz gewählt. Erst 1921 holte er sein Abitur nach um anschließend an Universitäten in Köln und Bonn sowie an der 1890 von Salomon Breuer gegründeten Jeschiwa in Frankfurt zu studieren. Er promovierte 1924 in Köln zum Dr. Phil. Julius Simons war 30 Jahre als Seelsorger, Lehrer, Prediger und Mohel tätig, bevor er 1938 verhaftet und in das Konzentrationslager Dachau überführt wurde. Auf Betreiben des Oberrabbinats Amsterdam konnte Julius Simons 1939 mit seiner Familie nach Amsterdam ausreisen. 1943 wurde er erneut verhaftet und in das Durchgangslager Westerbork gebracht. Von dort aus wurde Julius Simons in das KZ Auschwitz gebracht, wo er und seine Frau Veronika am 11. Februar 1944 ermordet wurden. Ihm zum Gedenken wurde die Dr.-Simons-Straße in Köln-Deutz benannt. Sein Sohn Hermann (geb. 22. August 1913) starb am 31. August 1942 im Vernichtungslager Auschwitz. Sein Sohn Kurt (geb. 27. März 1917) starb am 27. August 1945 in Köln. Seine Grabstätte befindet sich auf dem Jüdischen Friedhof Bocklemünd. Sein Sohn Ernst Simons (geb. 7. August 1919) überlebte den Holocaust und kehrte erst 1952 zurück nach Köln. Er verstarb am 29. Januar 2006 in Köln. Auch seine Grabstätte befindet sich auf dem Jüdischen Friedhof Bocklemünd. Am Gebäude Reischplatz 6 weist eine Gedenktafel darauf hin, dass an der Stelle eine Synagoge und Religionsschule stand, die am 9. November 1938 zerstört wurde. |
| Bild gesucht Die Wikipedia wünscht sich an dieser Stelle ein Bild vom hier behandelten Ort. Weitere Infos zum Motiv findest du vielleicht auf der Diskussionsseite . Falls du dabei helfen möchtest, erklärt die Anleitung , wie das geht. BW | Hier lernte Kurt Simons (Jahrgang 1917) Flucht 1936 Interniert 1940 St. Cyprien, Drancy Deportiert 1942 Mehrere Arbeitslager 1945 Buchenwald Befreit                                               | Schaurtestr. 1 (Verlegestelle: vor Deutzer Gymnasium Schaurtestraße) (Standort) | Der Stolperstein erinnert an Kurt Simons, geboren am 27. März 1917 in Köln-Deutz auf die Welt. Zusammen mit seinen Brüdern Ernst und Hermann, seinen zwei Schwestern, seinem Vater Dr. Julius Simons, dem letzten Rabbiner von Deutz, und seiner Mutter Veronika bewohnte er den Reischplatz 6 in Deutz. Am 24. August 1936 emigrierte er nach Belgien. Vier Jahre später, am 10./15.05.1940, wurde er in das Internierungslager in Saint Cyprien (Frankreich) deportiert, 1942 in ein Sammellager in Drancy und im September des Jahres in das Vernichtungslager Auschwitz. Am 10. Februar 1945 kam er in das Konzentrationslager Buchenwald. Kurt Simons hat die Konzentrationslager überlebt. Er starb kurz nach der Befreiung am 27. August 1945 bei einem Verkehrsunfall in der Nähe von Siegburg. Seine Eltern und Bruder Hermann starben im Konzentrationslager in Auschwitz. Sein Bruder Ernst Simons und seine Schwestern überlebten. Die Verlegung des Stolpersteins erfolgte am 16. Juni 2025. |
| Stolperstein für Veronika Simons (Reischplatz 6) | Hier wohnte Veronika Simons, geb. Mohl (Jahrgang 1888) Tod in Auschwitz | Reischplatz 6 (Standort)                                                        | Der Stolperstein erinnert an Veronika Simons (geb. Mohl), geboren am 30. Juni 1888 in Köln-Mülheim. Die Hausfrau Veronika Simons war mit Julius Simons verheiratet und die Tochter der Eheleute Hermann und Elisabeth Mohl (geb. Dülken). 1939 emigrierte sie mit ihrem Ehemann nach Amsterdam und wurde 1943 ins KZ Auschwitz deportiert. Dort wurde sie im Februar 1944 ermordet. Ihr Sohn Hermann (geb. 22. August 1913) starb am 31. August 1942 im Vernichtungslager Auschwitz. Ihr Sohn Kurt (geb. 27. März 1917) starb am 27. August 1945 in Köln. Ihr Sohn Ernst Simons überlebte den Holocaust und kehrte 1950 zurück nach Köln. Er verstarb am 29. Januar 2006. Am Gebäude Reischplatz 6 weist eine Gedenktafel darauf hin, dass an der Stelle eine Synagoge und Religionsschule stand, die am 9. November 1938 zerstört wurde. |
| Stolperstein für Leopold Voss (Alarichstraße 5) | Hier wohnte Leopold Voss (Jahrgang 1882) Deportiert Tot am 17. Februar 1945 in Buchenwald | Alarichstr. 5 (Standort)                                                        | Der Stolperstein erinnert an Leopold Vos, geboren am 23. Februar 1882 in Oberursel (Taunus). Leopold Vos (Wohnhaft in Köln) wurde am 17. Januar 1945 im KZ Buchenwald inhaftiert, dort starb er am 17. Februar 1945. |
| Stolperstein für Helene Weinberg (Mathildenstraße 23) | Hier wohnte Helene Weinberg (Jahrgang 1876) Deportiert 1943 Theresienstadt 1944 Auschwitz Ermordet                                                                                                 | Mathildenstr. 23 (Standort)                                                     | Der Stolperstein erinnert an Helene Weinberg, geboren am 28. Juli 1876 in Köln-Deutz. Helene Weinberg wurde am 29. Januar 1943 aus Berlin mit dem Alterstransport 1/88 in das Ghetto Theresienstadt deportiert. In der Transportliste wurde Helene Weinberg als „unverheiratet“ und „nicht arbeitsfähig“ mit der Adresse Utrechter Straße 6 (einem ehemaligen „Ghettohaus“) eingetragen. Ihre Kennzeichen-Nr. lautet 014400. Helene Weinberg wurde am 18. Mai 1944 in das Vernichtungslager Auschwitz verlegt. Dort verliert sich ihre Spur. Wegen Bauarbeiten wurde der ursprüngliche Stolperstein entfernt und am 11. September 2018 durch einen neuen Stolperstein ersetzt. |

## Quelle
- NS-Dokumentationszentrum – Stolpersteine | Erinnerungsmale für die Opfer des Nationalsozialismus (Stadtteilliste Deutz)